# Манерба-дель-Гарда
Манерба-дель-Гарда (итал. Manerba del Garda) — коммуна в Италии, в провинции Брешиа области Ломбардия.
Население составляет 3751 человек, плотность населения составляет 134 чел./км². Занимает площадь 28 км². Почтовый индекс — 25080. Телефонный код — 0365.
В коммуне 15 августа особо празднуется Успение Пресвятой Богородицы.

#### Улицы в Манербе
- Arco su via Marconi, Balbiana
- Via del Gazzo, Gardoncino
- Via Leutelmonte, Montinelle
- Via Montanina, Pieve Vecchia
- Torre dell'antico Castello di Manerba del Garda, Solarolo